# Xenurobrycon pteropus
Xenurobrycon pteropus är en fiskart som beskrevs av Weitzman och Fink, 1985. Xenurobrycon pteropus ingår i släktet Xenurobrycon och familjen Characidae. Inga underarter finns listade i Catalogue of Life.